# ポッカクリエイト
株式会社ポッカクリエイト（英: Pokka Create Co., Ltd.）は、かつて東京都千代田区に本社を置いた企業である。

## 概要

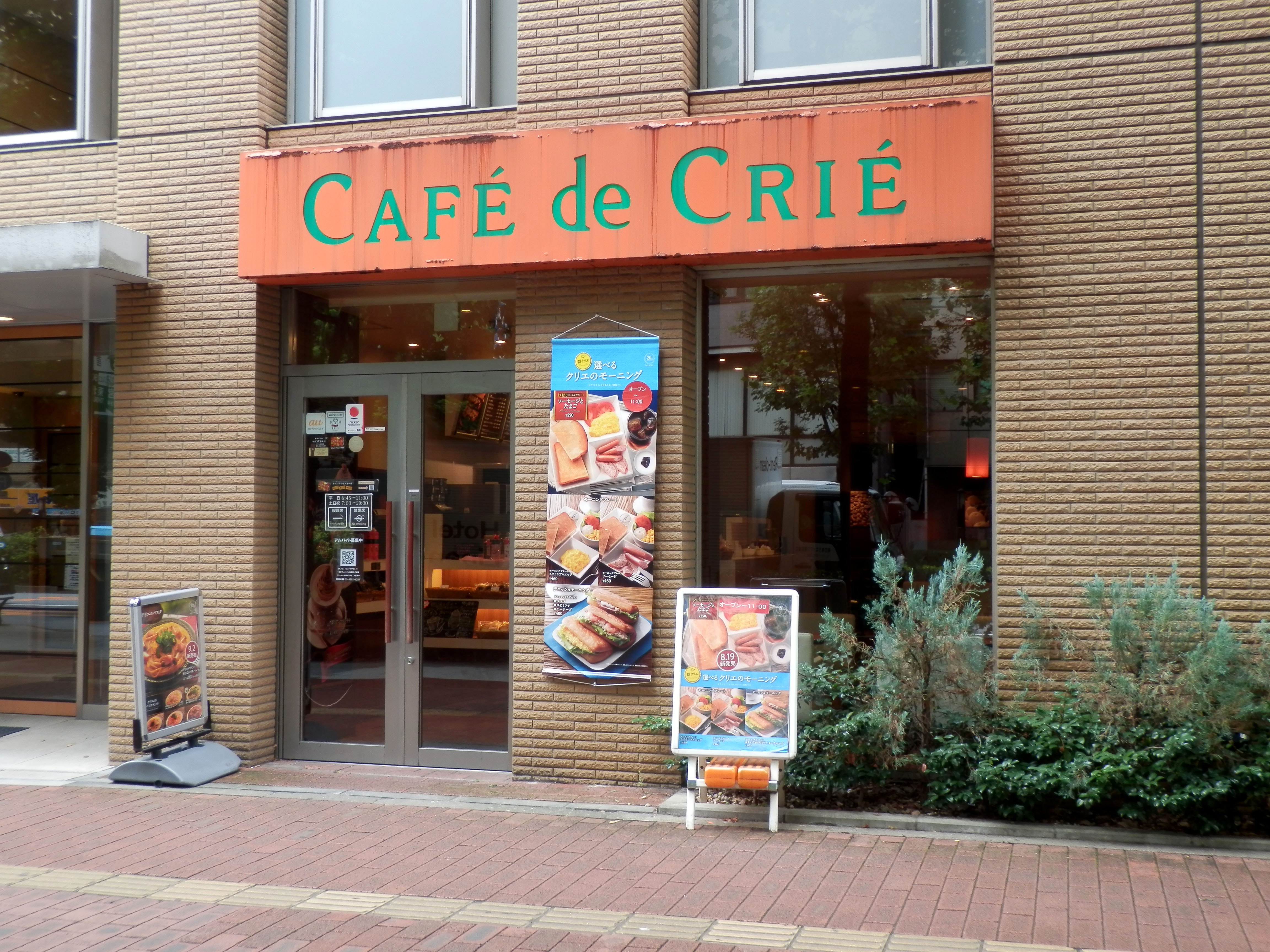
カフェ・ド・クリエ 池袋第一生命ビル（東京都豊島区）

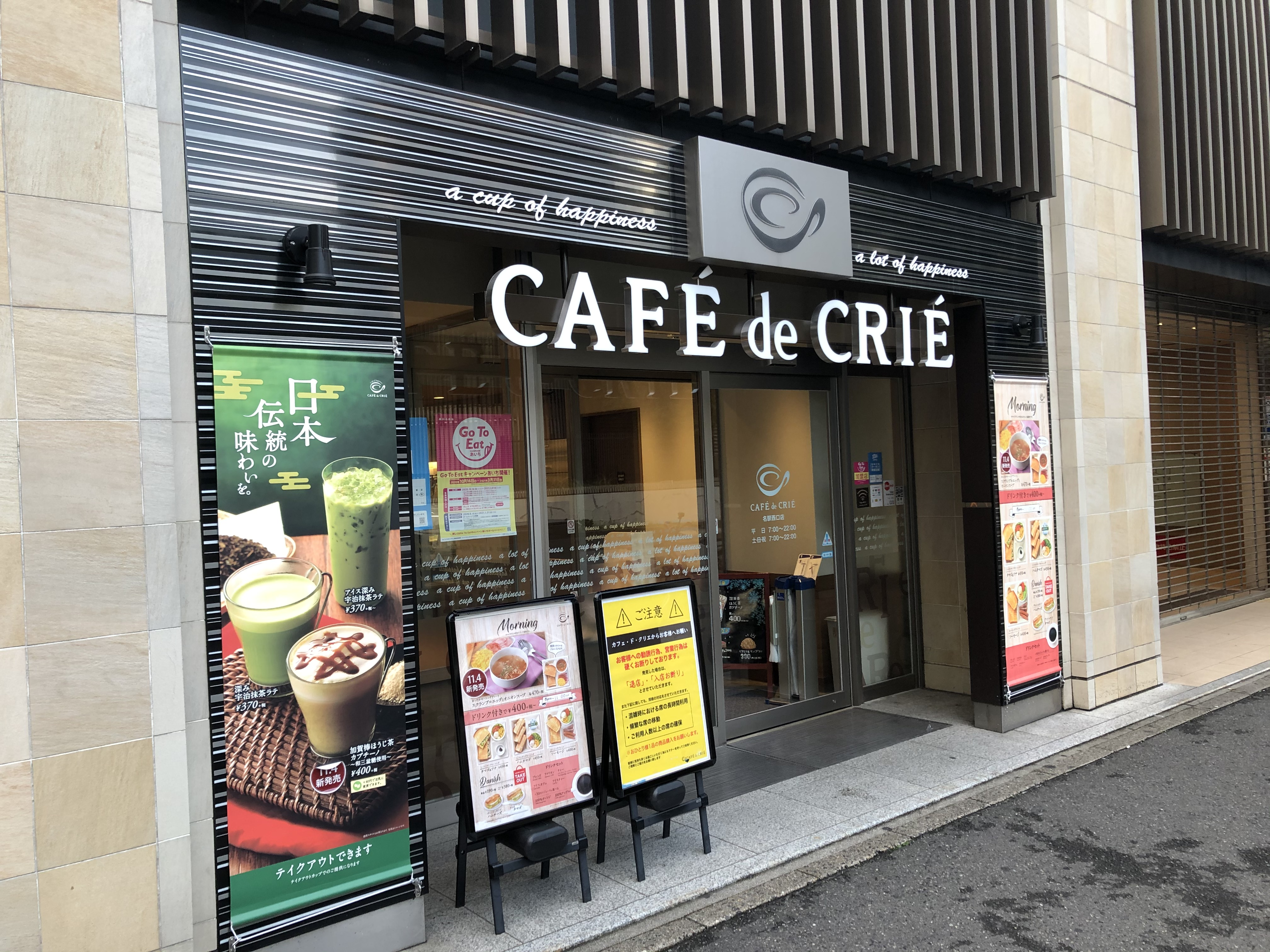
カフェ・ド・クリエ 名駅西口店（名古屋市中村区）

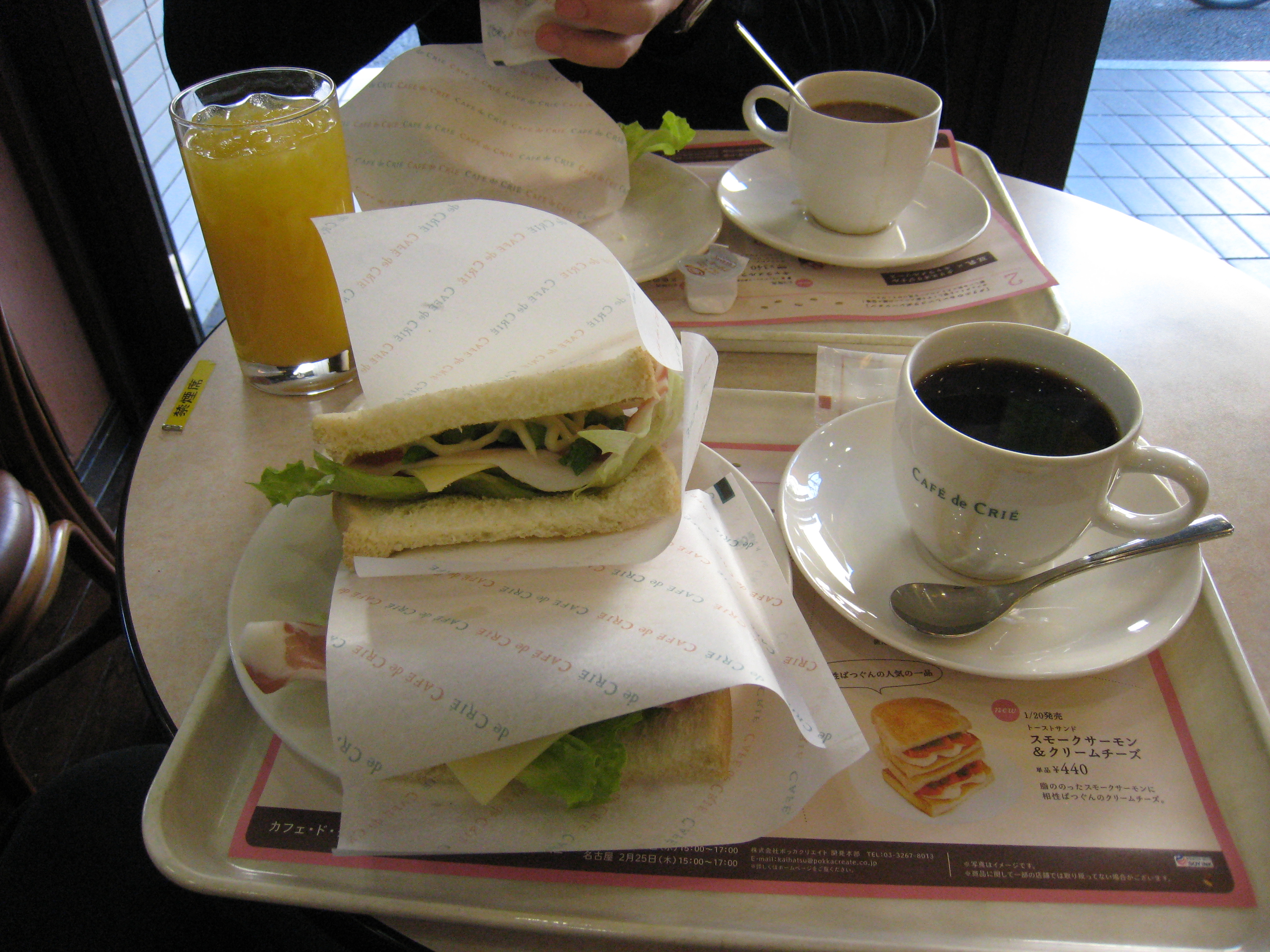
メニューの一例

フランス風カフェ「カフェ・ド・クリエ (CAFÉ de CRIÉ) 」を直営店およびフランチャイズで展開する。
もともとはポッカコーポレーションとプラザクリエイトの合弁会社として設立された。のちにポッカコーポレーション、及び合併後のポッカサッポロフード&ビバレッジの完全子会社となったが、サッポログループ食品株式会社の発足に伴い、同社の連結子会社となった。2022年4月1日、カフェ・ベローチェやシャノアールを運営するC-Unitedが、サッポログループ食品から当社の全株式を譲受して子会社としたのち、2023年1月1日に吸収合併して当社は解散した。以降「カフェ・ド・クリエ」はC-Unitedが運営している。
2008年（平成20年）4月16日に電子マネー「repica」を利用したカフェ・ド・クリエカードを東海地区33店舗で取扱を開始し、2009年（平成21年）1月から一部店舗を除く全店で利用可能となった。プリペイドカード「カフェ・ド・クリエカード」も利用可能である。

## 沿革
- 1994年（平成6年）
  - 10月7日 - ポッカコーポレーションとプラザクリエイトが、合弁会社「株式会社ポッカクリエイト」を愛知県名古屋市千種区で設立する。
  - 11月 - 1号店伏見店を開店する。
- 1995年（平成7年）7月 - 市ヶ谷駅前店を開店する。
- 1996年（平成8年）
  - 1月 - フランチャイズオーナーの募集を開始する。
  - 4月 - 東京都千代田区五番町へ本社事務所を移転する。
  - 7月 - 九段北へ本社事務所を移転する。
- 1999年（平成11年）6月 - 新宿区神楽坂へ本社事務所を移転する。
- 2000年（平成12年）3月 - ポッカコーポレーションの完全子会社となる。
- 2006年（平成18年）- 新業態として9月に「カフェ・ド・クリエプラス」、12月に「カフェ オールエダン」を開業する。
- 2008年（平成20年）4月16日 - 中京地区33店でカフェ・ド・クリエカードの取扱を開始する。
- 2009年（平成21年）
  - 1月1日 - ポイントサービスを開始する。
  - 1月6日 - カフェ・ド・クリエカードの取り扱いを関西で、20日に関東で、それぞれ開始してカード取扱全店（一部店舗除く）で利用が可能となる。
  - 1月 - 関西でゴッドマウンテンカフェを展開する株式会社エスティーシーを吸収合併する。
- 2010年（平成22年）
  - 8月 - 公衆無線LAN「ソフトバンクWi-Fiスポット」を順次導入する。
  - 12月 - 大黒パーキングエリアに「ポッカザキッチン」「ブルーシール」と複合型店舗の大黒スカイテリア店を開店する。
- 2011年（平成23年）4月 - TSUTAYA天神駅前福岡ビル店を開店する。
- 2012年（平成24年）
  - 7月 - 九段南へ本社事務所を移転する。
  - 8月 - 新コンセプトショップ「カフェ・ド・クリエ =DEN=（デン）」を開業する。
  - 10月 - 徳島県立中央病院店を開店する。
- 2013年（平成25年）4月 - 新業態「メゾン・ド・ヴェール」を開業する。
- 2014年（平成26年）
  - 3月 - カフェ・ド・クリエカードのポイント発行を終了する。
  - 4月 - カフェ・ド・クリエカードは全店舗でチャージと決済が可能となり、商品はカード使用で5パーセント引きとなる。
  - 4月 - 「カフェ・ド・クリエ 札幌道新ビル店」を開店する。
  - 9月 - カフェ・ド・クリエカードのポイント交換を終了する。
- 2016年（平成28年）
  - 4月 - 沖縄県にイオンタウンとよみ店を開店する。
  - 6月 - イオンモール秋田店を開店する。
- 2018年（平成30年）3月 - 代表取締役社長に上野修、取締役会長に飯沼浩が就く。
- 2020年（令和2年）7月 - サッポログループのグループ再編に伴いサッポログループ食品株式会社の子会社となる[6]。
- 2022年（令和4年）4月1日 - 珈琲館などを運営するC-Unitedが当社を買収[7]する。
- 2023年（令和5年）1月1日 - C-Unitedに吸収合併されて解散[5]。「カフェ・ド・クリエ」や「メゾン・ド・ヴェール」はC-Unitedが引き継ぐ。

## 事業所
- 本社（東京都新宿区）[1]
- 東海本部名古屋事務所（名古屋市中区）[1]
- 関西本部大阪事務所（大阪市淀川区）[1]
- 九州事業所（福岡市博多区）[1]

## 共同開発
ポッカサッポロフード&ビバレッジが販売する「カフェ・ド・クリエ」ブランド飲料を共同開発しており、パッケージで「カフェ・ド・クリエ」を紹介している。